# エーライフ
Alife（エーライフ）は、ストリートブランド・ショップの名称である。

## 概要
Arnaud Delecolle, Rob Cristofaro, Tony Arcabascio, Tammy Brainardの4名によりalife NYCのデザインチームとしてスタート。スローガンは、「Alife for Your Life」。Alifeの名は"Artificial Life"を縮めたもので、クリエイティブな事・物を生活に取り入れる、という意味が込められている。1999年にニューヨークのオーチャード・ストリートで事務所を兼ねた店舗を開いたのが最初で、2001年9月にはロウアー・イースト・サイドに系列店のAlife Rivington Clubも開店させた。この店は見つけにくい場所にある入口もよくわからない店舗で稀少性の高いスニーカーを販売し、売り切れても同じ物は仕入れないという独特の販売形態を持つ。後に本店もこの店の隣に移転した。2006年からは店の裏庭を会場に使ったプライベート・コンサートを「Alife Sessions」の名称で開催している。これは常連客だったジョン・メイヤーの発言をきっかけに始まったもので、エイサップ・ロッキーの初登場の場としても使われた。
アメリカ国外では2005年10月にカナダのバンクーバーに店舗を開店したほか、2007年には日本の原宿にアンテナショップを開店した。
自ブランドでの販売のほか、ナイキ、アディダス、リーヴァイスなど、著名なブランドと共同で商品開発を行った実績も多い。中でもリーヴァイスとの共同ブランドは、同社150年以上の歴史の中でも初めての事例だという。Cristofaroはこうした協業について、自分たちが組むのは一流のブランドだけだ、と述べている。

## 商品
スニーカーのほかにも、Tシャツ、パーカー、キャップ、スケートボードなどを展開している。

## 事件
2003年北アメリカ大停電の際にはAlife Rivington Clubが略奪者に襲われ、店側では警察が店を守らなかったとして、市に対し訴訟を起こすことを検討する事態となった。